# دوك لاند
دوك لاند (بالإنجليزية: Doc Land)‏ هو لاعب كرة قاعدة أمريكي، ولد في 14 مايو 1903 في Binnsville, Mississippi ‏، وتوفي في 14 أبريل 1986 في ليفينغستن في الولايات المتحدة.

## وصلات خارجية
- دوك لاند على موقعبيزبول رفرنس.كوم (الدوري الرئيسي) (الإنجليزية)
- دوك لاند على موقعبيزبول رفرنس.كوم (الدوري الثانوي) (الإنجليزية)